# دوريس هولمز بليك
دوريس هولمز بليك (بالإنجليزية: Doris Holmes Blake)‏ هي موضحة علمية ‏ وعالمة حشرات أمريكية، ولدت في 11 يناير 1892 في Stoughton, Massachusetts ‏ في الولايات المتحدة، وتوفيت في 3 ديسمبر 1978 في جامعة بوسطن في الولايات المتحدة.